# 巴爾特姆湖
57°01′05″N 60°34′05″E / 57.0181°N 60.5681°E

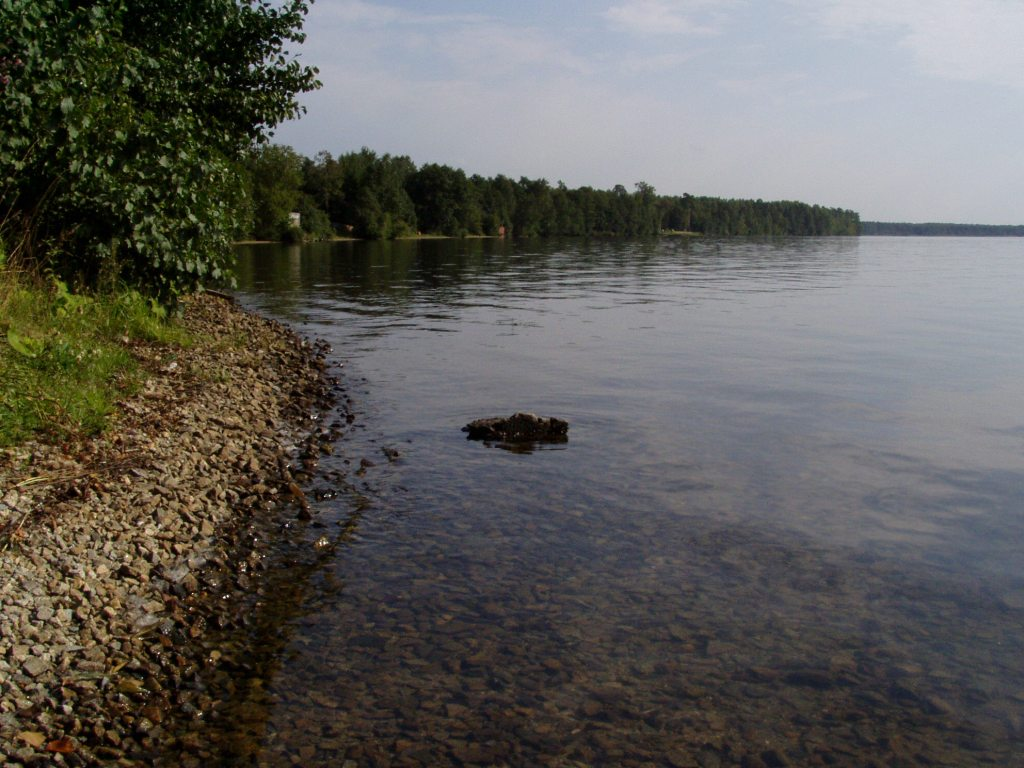

巴爾特姆湖（俄语：Балтым），是俄羅斯的湖泊，位於該國中西部斯維爾德洛夫斯克州，長4公里、寬2.6公里，面積7.5平方公里，海拔高度274米，集水區面積27平方公里，湖岸線長度12.1公里，平均水深3.5米，最大水深5.5米。